# Scambus nigrifrons
Scambus nigrifrons är en stekelart som först beskrevs av Henry Lorenz Viereck 1909.  Scambus nigrifrons ingår i släktet Scambus och familjen brokparasitsteklar. Inga underarter finns listade i Catalogue of Life.